# Chthonius italicus
Chthonius italicus är en spindeldjursart som beskrevs av Beier 1930. Chthonius italicus ingår i släktet Chthonius och familjen käkklokrypare. Inga underarter finns listade i Catalogue of Life.